# 紫花猪屎豆
紫花猪屎豆（学名：Crotalaria occulta）为豆科猪屎豆属下的一个种。

## 扩展阅读
- 維基物種上的相關：紫花猪屎豆